# Heek
Heek là một đô thị ở huyện Borken, trong Nordrhein-Westfalen, Đức. Đô thị này tọa lạc gần biên giới với Hà Lan, khoảng 20 km về phía đông nam của Enschede.